# Jim Dine

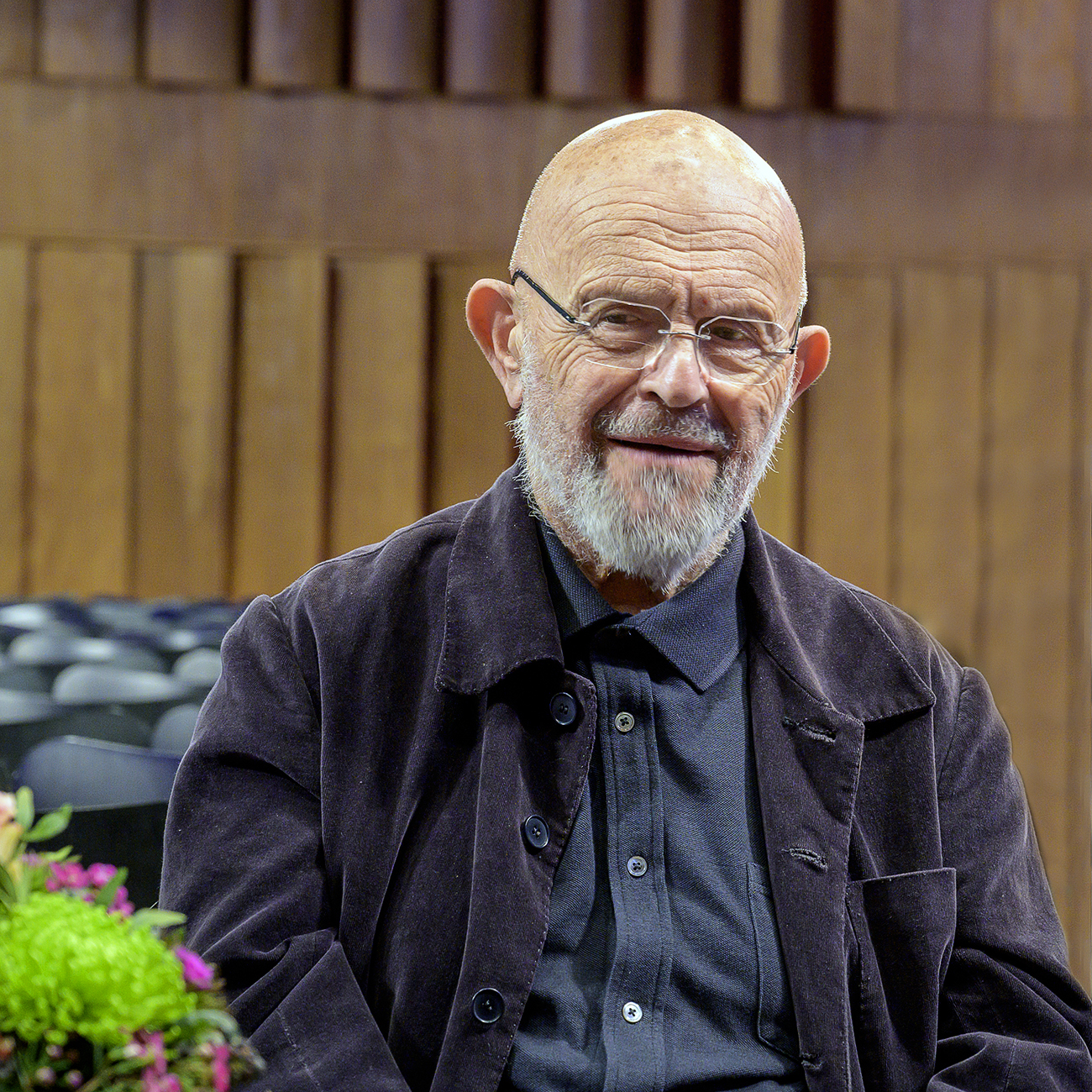
Jim Dine in der SK Stiftung Kultur, Köln, 21. Februar 2019

Jim Dine (* 16. Juni 1935 in Cincinnati, Ohio) ist ein US-amerikanischer Künstler und ein Hauptvertreter der Pop Art. Dines künstlerische Praxis umfasst Malerei, Zeichnungen, Druckgrafik (darunter Lithographien, Radierungen, Gravuren, Intaglien, Holzschnitte, Buchdrucke und Linolschnitte), Skulpturen und Fotografien. Zu seinen frühen Arbeiten zählen überdies auch Assemblagen und Happenings, während er in den letzten Jahren in Publikationen und auf Lesungen zunehmend als Poet hervorgetreten ist.
Dine wurde im Verlauf seiner künstlerischen Laufbahn zahlreichen Kunstbewegungen zugeordnet, u. a. dem Neo-Dada (Verwendung von Collagen und gefundenen Objekten), dem Abstrakten Expressionismus (aufgrund des gestischen Charakters seiner Malerei) und der Pop-Art (da er Alltagsobjekte wie Werkzeuge, Seile, Kleidungsstücke und sogar ein Badezimmerwaschbecken an seinen Leinwänden fixierte), allerdings hat er sich solchen Klassifizierungen immer aktiv entzogen. Das zentrale Element seines Werks ist vielmehr – unabhängig vom Medium der jeweiligen Arbeit – ein intensiver Prozess autobiografischer Reflexion, eine unerbittliche Erkundung und kritische Betrachtung des Selbst anhand einer Reihe sehr persönlicher Motive, darunter das Herz, der Bademantel, Werkzeuge, antike Skulpturen sowie die Figur des Pinocchio (neben Pflanzen, Schädeln, Vögeln und figurativen Selbstporträts).
Dines Ansatz ist allumfassend und bezieht seine gesamte Lebenserfahrung mit ein: „Dines Kunst gleicht in ihrer Entwicklung einem Bewusstseinsstrom und beruht auf allen Aspekten seines Lebens – seiner Lektüre, Objekten, die er in Souvenirläden auf der ganzen Welt findet und einer fundierten Beschäftigung mit jedweder Kunst, ganz gleich aus welcher Zeit oder von welchem Ort, die er für seine eigene künstlerische Arbeit als relevant betrachtet“.
Dines Werke wurden in mehr als 300 Einzelausstellungen gezeigt, darunter Retrospektiven im Whitney Museum of American Art, New York (1970), Museum of Modern Art, New York (1978), Walker Art Center, Minneapolis (1984–85), Frederik Meijer Gardens & Sculpture Park, Grand Rapids, Michigan (2011) und dem Museum Folkwang in Essen (2015–16). Seine Arbeiten sind Teil ständiger Sammlungen u. a. im Art Institute of Chicago; Metropolitan Museum of Art, New York; Musée National d’Art Moderne, Centre Pompidou, Paris; National Gallery of Art, Washington, D.C.; Solomon R. Guggenheim Museum, New York; Tate Gallery, London; Tokyo Metropolitan Art Museum, Tokio sowie der Yale University Art Gallery, New Haven, Connecticut.
Dine wurde unter anderem als Mitglied der Academy of Arts and Letters in New York (1980) und als Commandeur de l’Ordre des Arts et des Lettres (2003) ausgezeichnet sowie mit der British Museum Medal (2015), nachdem er dem Museum 2014 234 seiner Arbeiten geschenkt hatte. Außerdem ist er Mitglied der Accademia di San Luca in Rom (2017) und Chevalier de l’Ordre de la Légion d’Honneur (2018).

## Frühe künstlerische Ausbildung
Dines früheste künstlerische Ausbildung an einer anerkannten Institution nahm 1952 in Form von Abendkursen an der Art Academy of Cincinnati ihren Anfang, für die er sich im Alter von 16 Jahren angemeldet hatte, während er noch die Walnut Hills Highschool besuchte. Diesen Schritt wählte Dine nicht nur, weil er sich zum Künstler berufen fühlte, sondern auch weil es an der High School keinen geeigneten Kunstunterricht gab: „Ich wusste immer schon, dass ich ein Künstler bin, ich versuchte mich zwar, dem Leben an der Highschool in jenen Jahren anzupassen, empfand das aber als schwer, da ich mich künstlerisch ausdrücken wollte und es an meiner Schule hierfür nicht das entsprechende Angebot gab“. 1954, während Dine immer noch die Abendkurse besuchte, fiel ihm ein Exemplar des Buches Modern Prints and Drawings (1954) von Paul J. Sachs in die Hände, welches ihn sehr inspirierte, insbesondere die Holzschnitte der deutschen Expressionisten, mit Arbeiten u. a. von Ernst Ludwig Kirchner (1880–1938), Emil Nolde (1867–1956) und Max Beckmann (1884–1950) hinterließen einen tiefen Eindruck bei ihm. Dine war nach eigener Aussage „geradezu schockiert“ und begann im Keller seiner Großeltern mütterlicherseits, bei denen er damals lebte, selbst Holzschnitte anzufertigen.
Nach dem Abschluss der Highschool schrieb sich Dine an der University of Cincinnati (zusätzlich zu den Abendkursen und eigenständigen Holzschnittexperimenten) ein, was ihn jedoch nicht zufriedenstellte: „Es gab gar keinen Fachbereich für Kunst, sondern nur für Design. Ich habe das ein halbes Jahr lang ausprobiert, aber es war absurd […] Alles was ich wollte, war doch malen.“ Auf Empfehlung eines Freundes von der Highschool, der zu jener Zeit an der Ohio University in Athens im Hauptfach Theaterwissenschaften studierte, immatrikulierte er sich dort und war „völlig überwältigt“. Jedoch nicht etwa aufgrund des universitären Angebots, sondern weil er hier am Fuße der Appalachen eine bukolische Freiheit verspürte, in der er sich „frei entwickeln und Künstler sein konnte.“ Bei seinem Grafikkunstdozenten Donald Roberts (1923–2015) begann Dine mit Lithografien, Radierungen, Intaglien, Kaltnadelradierungen und Holzschnitten zu experimentieren. Auf Roberts Empfehlung studierte Dine anschließend für sechs Monate bei Ture Bengtz (1907–73) an der School of Fine Arts im Museum of Fine Arts in Boston, bevor er an die Ohio University zurückkehrte, wo er 1957 seinen Bachelor of Fine Arts (er blieb mit Genehmigung der Fakultät noch ein zusätzliches Jahr um Gemälde und Grafikarbeiten anzufertigen) absolvierte.

## Umzug nach New York / Beginn der künstlerischen Laufbahn
1958 zog Dine nach New York, wo er zunächst an der Rhodes School unterrichtete. Im gleichen Jahr gründete er mit Claes Oldenburg und Marcus Ratliff die Judson Gallery in der Judson Church in Greenwich Village, wo er Allan Kaprow und Bob Whitman begegnete. Zusammen wurden sie wegbereitende Künstler für Happenings und Performances, darunter auch Dines The Smiling Workman (1959). Seine erste Ausstellung fand in der Reuben Gallery statt, wo er auch seine aufwendige Performance Car Crash (1960) aufführte, die er als eine „Kakophonie von Geräuschen und Worten einer großartigen weißen Venus mit animalischen Grunzlauten und Geheul meinerseits“ beschrieb. Eine weitere bedeutende frühe Arbeit war The House (1960), ein Environment, welches gefundene Objekte und Straßenschutt umfasste, und in der Judson Gallery installiert wurde.
Dine bezog weiterhin Alltagsobjekte (einschließlich vieler persönlicher Gegenstände) in seine Arbeit ein, woraufhin er der Pop-Art zugerechnet wurde – diese Assoziation wurde 1962 noch durch seine Teilnahme an der einflussreichen Ausstellung „New Painting of Common Objects“ im Pasadena Art Museum verstärkt, die von Walter Hopps kuratiert und später als die erste institutionelle Erkundung der amerikanischen Pop-Art bezeichnet wurde. Gezeigt wurden Arbeiten von u. a. Robert Dowd, Joe Goode, Phillip Hefferton, Roy Lichtenstein, Edward Ruscha, Wayne Thiebaud und Andy Warhol. Dine hat sich allerdings konsequent immer wieder von der Pop-Art distanziert: „Ich bin kein Pop-Art Künstler, ich bin nicht Teil der Bewegung, da ich zu subjektiv bin. Der Pop-Art geht es um Aspekte des Äußeren, ich beschäftige mich mit dem Innenleben. Wenn ich Objekte verwende, dann betrachte ich sie als ein Vokabular von Gefühlen. […] Ich betreibe durch meine Arbeit eine Art physische Selbsterkundung – ich versuche etwas durch das Objektiv meiner eigenen Empfindungen zu veranschaulichen.“

## Wichtige Motive (Auswahl)
Dine hat seit den frühen 1960er Jahren eine Reihe von Motiven erarbeitet und weiterentwickelt, durch die er sein Selbst mit unterschiedlichen Mitteln und auf vielfältigste Weise ergründet. Dabei hat er in vielen verschiedenen Ateliers und Orten gearbeitet, u. a.: London (1967–71); Putnam, Vermont (1971–85); Walla Walla, Washington (seit 1983); Paris (seit 2001); und Göttingen (seit 2007), in einem Atelier, welches sich neben dem Firmengebäude von Steidl befindet, dem Verleger und Herausgeber der meisten seiner Bücher. Zu Dines wichtigsten Motiven zählen der Bademantel, das Herz, Pinocchio, antike Skulpturen und Werkzeuge.

### Bademäntel
Dine wählte 1964 das erste Mal das Motiv des Bademantels, als er nach einer neuen Form des Selbstporträts suchte. Zu jener Zeit „war es einfach nicht cool ein Selbstporträt zu machen“, daher entschied er sich schließlich für eine Form, die sein Gesicht aussparen würde. Im New York Times Magazine sah er schließlich eine Werbeanzeige mit einem Bademantel. Er übernahm das Motiv als Ersatz für das Selbstporträt und hat es seither in unterschiedlichen Abstufungen von realistischen und expressionistischen Varianten immer wieder dargestellt.

### Herzen
Dine benutzte dieses Motiv erstmals in Form eines großen, mit rotem Satin ausgestopften Herzens, welches in einer Produktion von William Shakespeares Sommernachtstraum im Actors’ Workshop in San Francisco über der Figur des Puck aufgehängt worden war, für die er das Bühnenbild entworfen hatte (die erste Begegnung mit dem Motiv in Form einer Reihe von roten Herzen vor einem weißen Hintergrund geht auf seine Zeit als Student zurück). Im Laufe der Zeit entwickelte sich das Herz für Dine zu einem „universellen Symbol auf das ich Farbe auftragen konnte“ und „das geografisch gesehen, für mich eine Form darstellte, die den in der Natur vorkommenden Formen ebenbürtig war. Es ist eine Art Landschaft und in dieser Landschaft konnte ich alles mögliche wachsen lassen, was mir, so glaube ich, gelungen ist“. Die formale Simplizität des Herzens machte es zu einem Sujet, das er sich völlig zu eigen machen konnte, ein leeres Behältnis für ein fortdauerndes Experiment in welches er sein sich veränderndes Selbst hineinprojizieren konnte. Das Herz als universelles Symbol der Liebe spiegelt überdies Dines Hingabe an den kreativen Akt: „ich hatte mich in den Umstand verliebt, dass ich es war, der nun diese Herzen, diese Kunst erschaffen durfte. Diese Methode, dieser Akt des Kunsterschaffens ist auf ähnliche Weise von Liebe erfüllt …“

### Pinocchio
„Dieser Holzpuppe Leben einzuhauchen ist eine wunderbare Geschichte. Eine Geschichte darüber wie Kunst entsteht“ – Jim Dine. Dines Faszination für Pinocchio, die Hauptfigur aus Carlo Collodis Die Abenteuer des Pinocchio (1883) reicht bis in seine Kindheit zurück als er im Alter von sechs Jahren gemeinsam mit seiner Mutter den Zeichentrickfilm Pinocchio (1940) von Walt Disney sah: „Er hat mich tief und unwiderruflich ins Herz getroffen!“ Dieses prägende Erlebnis wurde noch verstärkt, als Dine 1964 in einem Laden, in dem er Werkzeuge einkaufte, eine originalgetreue Pinocchio-Holzpuppe entdeckte: „Die schön gearbeitete Gliederpuppe war handbemalt, hatte einen Kopf aus Papiermaché und war mit hübschen kleinen Anziehsachen ausgestattet. Ich habe diesen Pinocchio mit nach Hause genommen und in ein Regal gesetzt, wo er 25 Jahre lang blieb, ohne dass ich irgendetwas mit ihm gemacht hätte. Ich wusste nicht so recht was ich mit ihm anfangen sollte, aber er war bei immer mir. Nach jedem Umzug setzte ich ihn meistens wieder in ein Bücherregal oder legte ihn in eine Schublade, um ihn manchmal herauszuholen und mit ihm zu spielen“. Erst in den 1990er Jahren begann Dine, den Pinocchio in seine Arbeit aufzunehmen, zuerst in Form eines Diptychon; die darauf folgenden Arbeiten wurden auf der Biennale in Venedig 1997 und im Rahmen einer Ausstellung in der Richard Gray Gallery, Chicago gezeigt. Weitere wichtige Werke in diesem Zusammenhang sind die 21 Farblithografien, die 2006 im Atelier Michael Woolworth, Paris gedruckt wurden, das Buch Pinocchio (Steidl, 2006), welches Collodis Text mit den Illustrationen von Dine verbindet sowie zwei monumentale Bronzeskulpturen von 9 Metern Höhe: Walking to Borås (2008) in Borås, Schweden und Busan Pinocchio (2013) in Busan, Südkorea. In den letzten Jahren hat sich Dines Selbstidentifikation mit der Figur des Pinocchio zunehmend auf Gepetto verschoben, dem geschickten Holzschnitzer, der die Holzpuppe des Pinocchio angefertigt hat.

### Antike Skulpturen
„Ich habe diese Affinität zur Welt der Antike, genauer gesagt zur griechisch-römischen Kultur. Sie hat mich schon immer fasziniert, auch die Literatur, die historische Literatur. Ich verspüre dieses Bedürfnis auf meine eigene Weise eine Verbindung zur Vergangenheit herzustellen …“ – Jim Dine. Wie auch bei Pinocchio entspringt Dines Faszination für antike Skulpturen einer frühen Kindheitserfahrung: „Ich habe mich schon als Kind für die ‚Antike‘ interessiert, da meine Mutter mit mir das Kunstmuseum in Cincinnati besucht hat, das ein paar sehr schöne Exponate hatte“.
Bereits in seinen frühen Arbeiten spielt die Antike daher eine Rolle, beispielsweise bei Untitled (After Winged Victory) (1959), einer Skulptur, die sich mittlerweile in der Sammlung des Art Institute of Chicago befindet und die von der Nike von Samothrake (ca. 200 v. u. Z.) inspiriert ist. Sie besteht aus einem bemalten Gewand, welches über einen gefundenen Lampenschirm drapiert und mit Draht zusammengehalten ist. Dine hat diese Arbeit als „beinahe Außenseiterkunst“ bezeichnet und sie erstmals in der Ruben Gallery präsentiert. Am häufigsten kommt die Antike jedoch durch die Figur der Venus von Milo (ca. 100 v. u. Z.) zum Tragen. Dine hatte in einem Künstlerbedarfsladen in Paris ein Gipsmodell der Venus von Milo gekauft und dieses anfänglich in seine Stillleben aus den 1970er Jahren einbezogen, aber „dann schlug ich ihr den Kopf ab und habe sie mir zu eigen gemacht“. Mitunter sind es aber auch bestimmte Skulpturensammlungen, die Dines Interesse auf sich ziehen, wie beispielsweise die Glyptothek in München, der er 1984 einen Besuch abgestattet hatte und aus dem dann die 40 „Glyptotek Drawings“ [sic] von 1987–88 hervorgegangen sind, die er als Vorbereitung für eine Serie von Lithografien angefertigt hatte. Dine erinnert sich: „Der Museumsdirektor ließ mich in der Nacht hinein und da ich alleine war, konnte ich die Exponate in einem meditativen Zustand zeichnen. Ich verspürte eine Verbindung zwischen den historischen Epochen und mir, es war wie ein Gespräch zwischen mir und diesen Unbekannten, die vor vielen Jahrhunderten diese Dinge gemeißelt haben. Es fühlte sich an, als würden wir uns über die Generationen hinweg die Hände reichen, ich erkannte, dass auch ich von irgendwoher komme, in ein großes Ganzes eingebettet bin, einer Tradition angehöre, damit hatte ich plötzlich die Vergangenheit, die ich brauchte“.
Eine wichtige jüngere Arbeit, bei der Dine ebenfalls den Bezug zur Antike hergestellt hat, ist Poet Singing (The Flowering Sheets), eine Installation aus zweieinhalb Meter großen Holzskulpturen, die den antiken griechischen Statuen tanzender Frauen nachempfunden sind und um einen etwas über zwei Meter großen Kopf als Selbstporträt des Künstlers herum arrangiert sind. Das Ganze befindet sich in einem Raum, dessen Wände Dine über und über mit einem Gedicht beschriftet hat, welches sich „mit orphischen Motiven des Reisens, des Verlusts und der Möglichkeiten von Kunst beschäftigt“. Die erstmals 2008/9 in der Getty Villa, J. Paul Getty Museum, Los Angeles, ausgestellte Arbeit, die auf Sculptural Group of a Seated Poet and Sirens (2) with unjoined fragmentary curls (304) (350–300 v. u. Z.) in der Getty Collection Bezug nimmt, hat Dine seither aktualisiert und Poet Singing (The Flowering Sheets) befindet sich nun als permanente, ortsspezifische Installation im eigens dafür errichteten Jim Dine Pavillon neben dem Kunsthaus Göttingen.

### Werkzeuge
„Meine Begeisterung für diese Objekte wird nie enden“. – Jim Dine. Ebenso wie Pinocchio und antike Skulpturen sind auch Werkzeuge als Motiv untrennbar mit Dines Kindheit verbunden. Er kam erstmals durch Morris Cohen, seinen Großvater mütterlicherseits, mit ihnen in Verbindung, der das Eisenwarengeschäft The Save Supply Company in Cincinnati betrieb. Als Junge hatte Dine drei Jahre bei Cohen gelebt und bis zum Alter von 19 Jahren täglich Kontakt mit ihm gehabt. Cohen hatte Dine ursprünglich erlaubt, mit den Werkzeugen in seiner Garagenwerkstatt und im Keller zu spielen, wo es Hämmer, Sägen, Bohrer und Schraubenzieher zwischen Utensilien wie Rohren, Schrauben, Schraubenmuttern, Bolzen, Sicherungen, Tünchen und Elektrokabeln gab, wie sich Dine erinnert. Später arbeitete Dine an Samstagen in Cohens Laden.
Dine kam hier erstmals mit den praktischen Funktionen von Werkzeugen in Berührung, außerdem markiert diese Zeit auch den Beginn seiner ästhetischen Wertschätzung für diese Art von Gerätschaften: „Ich bewunderte die herrliche Emailleoberfläche der Keramiktoiletten und Spülbecken, ich staunte über die nebeneinander angeordneten Rollen aus verschiedenfarbigen Elektrokabeln und wie sie verflochten waren. Die Farbtafeln in der Abteilung für Anstriche erschienen mir wie perfekte Schmuckkästchen“. Und ganz besonders präsent ist offenbar die sinnliche Empfindung, die die „sehr, sehr schöne“ blütenweiße Farbe in ihm auslöste: „Ich spielte damit, indem ich einen der Schraubenzieher durch die Haut auf ihrer Oberfläche piekte und umrührte. Die Masse glich weißem Karamell und hatte diesen herrlichen Geruch von Leinöl und Terpentin“. Als Sujet seiner Kunst waren diese Dinge daher ebenso „geheimnisvoll und interessant wie jedes andere Objekt. Eine Aristokratie gibt es hier nicht“.
Werkzeuge, die als Motiv den Schaffensakt an sich symbolisieren – mit ihnen werden Rohmaterialien in Kunst verwandelt –, haben in Dines künstlerischer Praxis den einzigartigen Status, als „künstliche Erweiterung seiner Hände, die es ihm erlauben, einen bestimmten Zustand bzw. Objekte gezielter zu gestalten und zu formen“. Überdies sind es „‚primäre Objekte‘, die zwischen der menschlichen Vorgeschichte und der Hand eine Verbindung herstellen“. Oder um es mit Dines eigenen Worten zu sagen, das Werkzeug ist im Grunde „eine Metapher für Arbeit“. Dine hat, angefangen von seinen frühesten bis zu den aktuellen Werken, immer echte Werkzeuge in seine Arbeiten integriert – beispielsweise in Big Black Work Wall (1961), ein Gemälde mit daran fixierten Werkzeugen und The Wind and Tools (A Glossary of Terms) (2009), drei Venusstatuen aus Holz mit Hüftgürteln mit Werkzeugen – bzw. sie als Motiv auch in Gemälden, Zeichnungen, Fotografien und Druckgrafiken dargestellt. Eine herausragende Serie von Druckgrafiken, bei der Werkzeuge eine Rolle spielen, ist A History of Communism (2014), für die Dine Werkzeugmotive auf Lithografien gedruckt hat, die mit in einer Kunsthochschule vorgefundenen Steinen hergestellt wurden und studentische Arbeiten aus vier Jahrzehnten der DDR zeigen. Indem er diese Lithografien mit seinem eigenen persönlichen Vokabular von Werkzeugen überlagert, stellt Dine einen Bezug zu den symbolischen Werkzeugen des Kommunismus her – Hammer und Sichel im Staatswappen der Sowjetunion sowie Hammer und Zirkel mit Ährenkranz der DDR – und hinterfragt jegliche Gewissheit einer „bestimmten“ Wahrheit. Damit zeigt er auch, dass die „Geschichte nie ein kohärentes Narrativ ist – obwohl sie vielleicht mit einem Hintergedanken als solche präsentiert wird –, vielmehr ein fragmentierter, vielschichtiger Prozess, der sich an unterschiedlichen Orten zuträgt“.

## Lehrtätigkeiten (Auswahl)
- 1965 – Gastdozent an der Yale University und Artist in Residence, Oberlin College, Ohio
- 1966 – Residency mit Lehrauftrag an der Cornell University, Ithaca, New York
- 1993–95 – Salzburg Internationale Sommerakademie für Bildende Kunst, Salzburg
- 1995–96 – Hochschule der Künste, Berlin

## Langfristige Kooperationen (Auswahl)
- 1962–76: Galeristin Ileana Sonnabend, New York
- 1975–2008: Drucker Aldo Crommelynck, Paris
- 1978–2016: Pace Gallery, New York
- 1979–heute: Galerist Alan Cristea, London
- 1983–2018: Galerist Richard Gray, Chicago
- 1983–heute: Walla Walla Foundry, Walla Walla, Washington
- 1987–2003: Drucker Kurt Zein, Wien
- 1991–2016: Spring Street Workshop, New York, mit Druckern Julia D’Amario, Ruth Lingen, Katherine Kuehn, Bill Hall
- 1998–heute: Drucker und Verleger Gerhard Steidl, Göttingen
- 2000–heute: Galerist Daniel Templon, Paris
- 2003–18: Druckgrafik Atelier Michael Woolworth, Paris
- 2010–heute: Gießerei Blue Mountain Fine Art, Baker City, Oregon
- 2016–heute: Druckgrafik Steindruck Chavanne Pechmann, Apetlon
- 2016–21: Gray Gallery, Chicago

## Ständige Sammlungen (Auswahl)
- Allen Memorial Art Museum, Oberlin
- Art Institute of Chicago, Chicago
- Bowdoin College Museum of Art, Brunswick, ME
- Brooklyn Museum, Brooklyn
- Cincinnati Art Museum, Cincinnati
- Cleveland Museum of Art, Cleveland
- Fogg Art Museum, Harvard University, Cambridge
- Hirshhorn Museum and Sculpture Garden, Washington, D.C.
- Indianapolis Museum of Art, Indianapolis
- Israel Museum, Jerusalem
- Louisiana Museum of Modern Art, Humelbeak, Dänemark
- Metropolitan Museum of Art, New York
- Minneapolis Institute of Arts, Minneapolis
- Museum Folkwang, Essen
- Musée National d’Art Moderne, Centre Pompidou, Paris
- Museum of Contemporary Art, Chicago
- Museum of Fine Arts, Boston
- Museum of Modern Art, New York
- National Gallery of Art, Washington, D.C.
- Solomon R. Guggenheim Museum, New York
- Stedelijk Museum, Amsterdam
- Tate Gallery, London
- Whitney Museum of American Art, New York
- Metropolitan Museum of Art, New York
- Stedelijk Museum, Amsterdam
- Tokyo Metropolitan Art Museum, Tokio
- Yale University Art Gallery, New Haven, CT

## Jüngerer Veröffentlichungen (Auswahl)
- Robert Creeley and Jim Dine, Pictures, Tamarind Institute with Enitharmon Press, Albuquerque, 2001
- Jim Dine, Birds, Steidl, Göttingen, 2002
- Jim Dine, The Photographs, so far, Steidl, Göttingen, 2004
- Jim Dine, This Goofy Life of Constant Mourning, Steidl, Göttingen, 2004
- Jim Dine, Drawings of Jim Dine, National Gallery of Art / Steidl, Göttingen, 2004
- Jim Dine, Some Drawings, Allen Memorial Art Museum, Oberlin College / Steidl, Göttingen, 2005
- Jim Dine, Entrada Drive, Steidl, Göttingen, 2005
- Jim Dine, Oceans, Tandem Press, Madison, WI, 2005
- Diana Michener and Jim Dine, 3 Poems, Steidl, Göttingen, 2006
- Jim Dine, Pinocchio, Steidl, Göttingen, 2006
- Jim Dine, L’Odyssée de Jim Dine, Steidl, Göttingen, 2007
- Jim Dine, Aldo et moi. Estampes gravées et imprimées avec Aldo Crommelynck, Bibliothèque nationale de France / Steidl, Göttingen, 2007
- Jim, Dine, Selected Prints 1996–2006, Steidl, Göttingen, 2007
- Jim Dine, This is How I Remember, Now. Portraits, Die Photographische Sammlung / SK Stiftung Kultur / Steidl, Göttingen, 2008
- Jim Dine, Poet Singing (The Flowering Sheets), Steidl, Göttingen, 2008
- Jim Dine, Boy in the World (A Memoir), Steidl, Göttingen, 2009
- Jim, Dine, Old me, now. Self-portrait drawings 2008–2009, Steidl, Göttingen, 2009
- Jim Dine, Jim Dine Reading (plus one song), Steidl, Göttingen, 2009
- Jim Dine, Hot Dream (52 Books), Steidl, Göttingen, 2009
- Jim Dine, Paris Reconnaissance, Steidl, Göttingen, and Centre Pompidou, Paris, 2010
- Jim Dine, Hearts from New Delhi, Göttingen and New York, Alan Cristea Gallery, London, 2010
- Jim Dine, Night Fields, Day Fields – Sculpture, Steidl, Göttingen, 2010
- Jim Dine, The Glyptotek Drawings, The Morgan Library & Museum / Steidl, Göttingen, 2011
- Jim Dine, Hello Yellow Glove. New Drawings, Steidl, Göttingen, 2012
- Jim Dine, Donkey in the Sea before Us, Steidl, Göttingen, 2013
- Jim Dine, A Printmaker’s Document, Steidl, Göttingen, 2013
- Jim Dine, My Tools, Steidl / SK Stiftung Kultur, Göttingen, 2014
- Jim Dine, A History of Communism, Steidl / Alan Cristea Gallery, Göttingen, 2014
- Jim Dine, About the Love of Printing, Edition Folkwang / Steidl, Göttingen, 2015
- Jim Dine, Poems To Work On: The Collected Poems of Jim Dine, Cuneiform Press, University of Houston-Victoria, Victoria, TX, 2015
- Jim Dine, Tools, Steidl, Göttingen, 2017
- Jim Dine, La Coupole et autres poèmes, trans. Vincent Broqua, Olivier Brossard, Abigail Lang and Béatrice Trotignon, Joca Seria, Nantes, 2017
- Jim Dine, Nantes, trans. Vincent Broqua, Nantes, Joca Seria, 2017
- Jim Dine, 3 Cats and a Dog (Self-portrait), Steidl, Göttingen, 2019
- Jim Dine, My Letter to the Troops, Steidl, Göttingen, 2019
- Jim Dine, Jewish Fate, Steidl, Göttingen, 2019
- Jim Dine, A Song at Twilight, Cuneiform Press, Victoria, TX, 2020
- Jim Dine, The Secret Drawings, Steidl, Göttingen, 2020
- Jim Dine, French, English, A Day Longer, Joca Seria, Nantes, and Steidl, Göttingen, 2020
- Jim Dine, I print. Catalogue Raisonné of Prints, 2001–2020, Steidl, Göttingen, 2021
- Jim Dine, A Beautiful Day. Seventeen Poems, Steidl, Göttingen, 2021
- Jim Dine, Electrolyte in Blue, Steidl, Göttingen, 2021
- Jim Dine, Viral Interest, Steidl, Göttingen, 2021
- Jim Dine, Jim, As I Know Him, Steidl, Göttingen, 2021
- Jim Dine, Grace and Beauty, Steidl, Göttingen, 2022
- Jim Dine, Three Ships, mit der Galerie Templon, Steidl, Göttingen 2023
- Jim Dine, Storm of Memory, mit dem Kunsthaus Göttingen, Steidl, Göttingen 2023
- Jim Dine, Dog on the Forge, mit der Galerie Templon, Steidl, Göttingen 2024
- Jim Dine, Chasing scale and color, Steidl / Stadtmuseum Hofheim am Taunus, 2025

## Gedichtvorträge (Auswahl)
- mit Ted Berrigan, Arts Lab, Soho, London, 1969
- Poetry Project mit Ted Berrigan, St. Mark’s Church, New York, 1970
- Segue Series mit Diana Michener und Vincent Katz, Bowery Poetry Club, New York, 2005
- Tangent Reading Series mit Diana Michener und Vincent Katz, Portland, 2008
- Bastille Reading mit Marc Marder und Daniel Humair, Paris, 2010
- Bastille Reading mit Marc Marder, Galerie Eof, Paris, 2014
- Poetry Project mit Dorothea Lasky, St. Mark’s Church, New York, 2015
- mit Karen Weiser Dia Art Foundation, New York, 2016
- mit Vincent Broqua University of Sussex, Brighton, 2017
- Hauser & Wirth, New York, 2018
- House of Words (fortlaufend)
- Günter Grass Archiv, Göttingen, 2015
- mit Marc Marder, Galerie Eof, Paris, 2015
- mit Marc Marder, Poetry Foundation, Chicago, 2016
- Ecrivains en bord de mer, La Baule, 2017
- mit Daniele Roccato und Fabrizio Ottaviucci, Chiesa dei Santi Luca e Martina, Rom, 2017
- In Vivo, mit Daniele Roccato und Fabrizio Ottaviucci, Centre Georges Pompidou, Paris, 2018

## Ausstellungen (Auswahl)
- 1959 und 1960: Judson Gallery, New York. Einzelausstellungen in der Judson Gallery der Judson Memorial Church.
- 1960: The Smiling Workman. Judson Church, März 1960. Kurzes Happening (unter 1 Minute).
- 1960: The Vaudeville Show. Reuben Gallery, New York, Juni 1960. Happening.
- 1960: Car Crash, Reuben Gallery, New York, November 1960. Mehrere Aufführungen, Happening mit verschiedenen Personen.
- 1960: The Shining Bed, Reuben Gallery, New York, Dezember 1960. Happening.
- 1962: Martha Jackson, New York. Einzelausstellung im Januar 1962.
- 1962: New Painting of Common Objects, Pasadena Art Museum
- 1962: International Exhibition of the New Realists Sidney Janis, New York (Gruppenausstellung)
- 1964: Biennale Venedig
- 1964: Galerie Ileana Sonnabend, Paris
- 1965: Natural History (The Dreams). RKO-Theatre, New York, Mai 1965. Happening, Teil der First Theatre Rally.
- 1968: 4. documenta, Kassel
- 1977: documenta 6, Kassel
- 1978: Biennale Venedig
- 1994: Walldrawing, Kunstverein Ludwigsburg
- 2014: My Tools, SK Stiftung Kultur, Köln
- 2015/16: About the Love of Printing. Grafik 1960–2015, Museum Folkwang, Essen
- 2023: Storm of Memory, Kunsthaus Göttingen
- 2024: Dog on the Forge, Palazzo Rocca, Biennale di Venezia[55]
- 2025: Chasing scale and color, Stadtmuseum Hofheim am Taunus

## Auszeichnungen
- 1980: Aufnahme in die American Academy of Arts and Letters[56]
- 1994: Wahl zum Mitglied (NA) der National Academy of Design in New York[57]
- 2023: Ehrenmedaille der Stadt Göttingen[58][59]